# Wapen van Oslo

Het wapen van Oslo

Het wapen van Oslo is het heraldisch wapen van de Noorse gemeente en hoofdstad Oslo. Oslo gebruikt, in tegenstelling tot de meeste andere gemeenten in Noorwegen, geen officieel wapen. In plaats van een wapen, gebruikt de gemeente een zegel.

## Geschiedenis
Rond 1300 werd een zegel door de stad Oslo gebruikt dat gelijkend is aan het zegel dat de stad tegenwoordig ook gebruikt. Op het oude zegel lag aan de voeten van de heilige Hallvard Vebjørnsson een gewapende man. Ook na de Reformatie bleef Oslo het zegel gebruiken. Door een misinterpretatie van een verweerd zegel werd de gewapende man vervangen door de vrouw. De heilige probeerde deze vrouw te beschermen van een stel achtervolgers die haar van diefstal hadden beschuldigd. Hallvard besloot om met de vrouw in een boot het Dammenfjord over te steken. De achtervolgers haalden het stel in en schoten de twee dood met pijl-en-boog. De vrouw werd op het strand begraven, terwijl het lichaam van de heilige tot zinken werd gebracht door een molensteen om zijn nek te binden. Ondanks de molensteen, bleef het lichaam toch drijven. In 1590 veranderden de twee attributen (molensteen en pijlen) van hand. 
In 1624 kreeg Oslo te maken met een stadsbrand. Toenmalig koning Christiaan IV besloot Oslo enkele kilometers westelijker te verplaatsen. Op de nieuwe plek ontstond de plaats Christiania. In 1659 raakten bij het derde zegel een paar details verloren en de heilige veranderde in een vrouw. Zij heeft nog altijd de attributen van Hallvard vast en aan haar voeten ligt een dode, geharnaste soldaat. De molensteen is wel dunner geworden. Rondom het zegel staat vanaf dit jaar het motto van de stad.
Rond deze tijd verschenen er ook uit Noorwegen gietijzeren haardplaten met daarop de voorstelling van het zegel. Veel Denen zagen in de vrouw koningin Margaretha I. Zij verenigde de koninkrijken Denemarken, Noorwegen en Zweden tot de Unie van Kalmar. Hierbij werden in het zegel en de haardplaten de drie pijlen geïnterpreteerd als de drie koninkrijken en de ring als symbool voor de personele unie. De dode soldaat zou in dit geval Albrecht van Mecklenburg symboliseren. In de 18e en 19e eeuw vonden er meer wijzigingen plaats. De ring werd nog een slang die in zijn eigen staart bijt, de leeuwentroon werd een leeuw en de soldaat werd de liggende vrouw.
In 1854 ontdekte A.T. Kaltenborn, Noors heraldicus, dat het toenmalige wapen niet correct was. Hij herkende in het zegel de legende rondom Sint-Hallvard en verzocht de stad om een nieuw zegel te laten maken. In 1892 maakte de Duitser E. Doepler een nieuw zegel. Dit ontwerp werd door Reidar Haavin zodanig aangepast dat het op een wapenschild past.
Op het hedendaagse zegel, ontworpen in 1924 en gereviseerd in 2000, staat de patroonheilige Hallvard. Met zijn attributen. De molensteen in zijn rechterhand en de drie pijlen in zijn linker. De betekenis van de molensteen is eenvoudig: die kreeg hij om zijn nek om een watergraf te krijgen. De drie pijlen kunnen symbool staan voor de pijlen waarmee Hallvard en de vrouw gedood zijn, maar zij kunnen ook symbool staan voor de drie personen die gedood zijn: Hallvard, de vrouw en het ongeboren kind waarvan zij zwanger was. Hallvard zit op een leeuwentroon, gelijk aan de toenmalige koningen van Noorwegen op hun zegels, en aan zijn voeten ligt een naakte vrouw. Rondom het veld staat het motto van de stad: Unanimiter et constanter.